# Чувашское плато
Чувашское плато — географическое и геологическое название территории северной и северо-восточной части Приволжской возвышенности, между устьями и нижним течением рек Сура и Свияга, и рекой Волга (Чувашская Республика, Горномарийский район Республики Марий Эл, Буинский и Апастовский районы Татарстана).
Впервые термин упоминается в книге:
- Материалы комиссии экспедиционных исследований. — Ленинград : Акад. наук СССР, 1928—1933. Вып. 10: Чувашская республика / : Предварительные итоги работ Чувашской экспедиции Академии наук СССР по исследованиям 1927 г. : [сборник материалов] / : [отчетред. А. Е. Ферсман]. — Ленинград : Изд-во Акад. наук, 1929. — 261 с.

Высота от 175 до 227 метров над уровнем моря (уклон к северу). Южнее начинается Сурско-Свияжское плато, высота которого до 269 м.
Сильно изрезано оврагами (густота овражно-балочной сети в северной части достигает 0,5— 0,9 км на 1 км²).
В долинах и по склонам оврагов — широколиственные леса. Климат умеренно континентальный. Годовое количество осадков 450—500 мм. Почвы — дерново-подзолистые и серые лесные.
На Чувашском плато находится столица Чувашской Республики — город Чебоксары.